# Derge (plaats)
Derge, ook gespeld als Dêgê, is een plaats in het arrondissement Derge in de Autonome Tibetaanse Prefectuur Garzê in het uiterste westen van de Chinese provincie Sichuan. Vroeger was de plaats de zetel van het koninkrijk Dergé. Derge ligt in het noorden van de historische streek Kham.
Derge is vooral bekend vanwege de Derge Parkhang, een drukkerij van drie verdiepingen hoog die werd gebouwd in 1729, ten tijde van de regering van Tenpa Tsering, de vorst van Dergé. Sinds die tijd worden er boeddhistische geschriften gedrukt, waaronder de kangyur en de tengyur die samen de Tibetaans boeddhistische canon vormen.
De drukkerij wordt gerund door monniken, en begin 21e eeuw vindt het drukproces nog steeds op authentieke wijze plaats. Er wordt bijvoorbeeld geen gebruik gemaakt van elektriciteit en de gedrukte vellen worden op het dak van het gebouw gedroogd.
Verder bevinden zich in Derge verschillende historische Tibetaanse kloosters, waarvan Derge Gongchen een van de belangrijkste is.

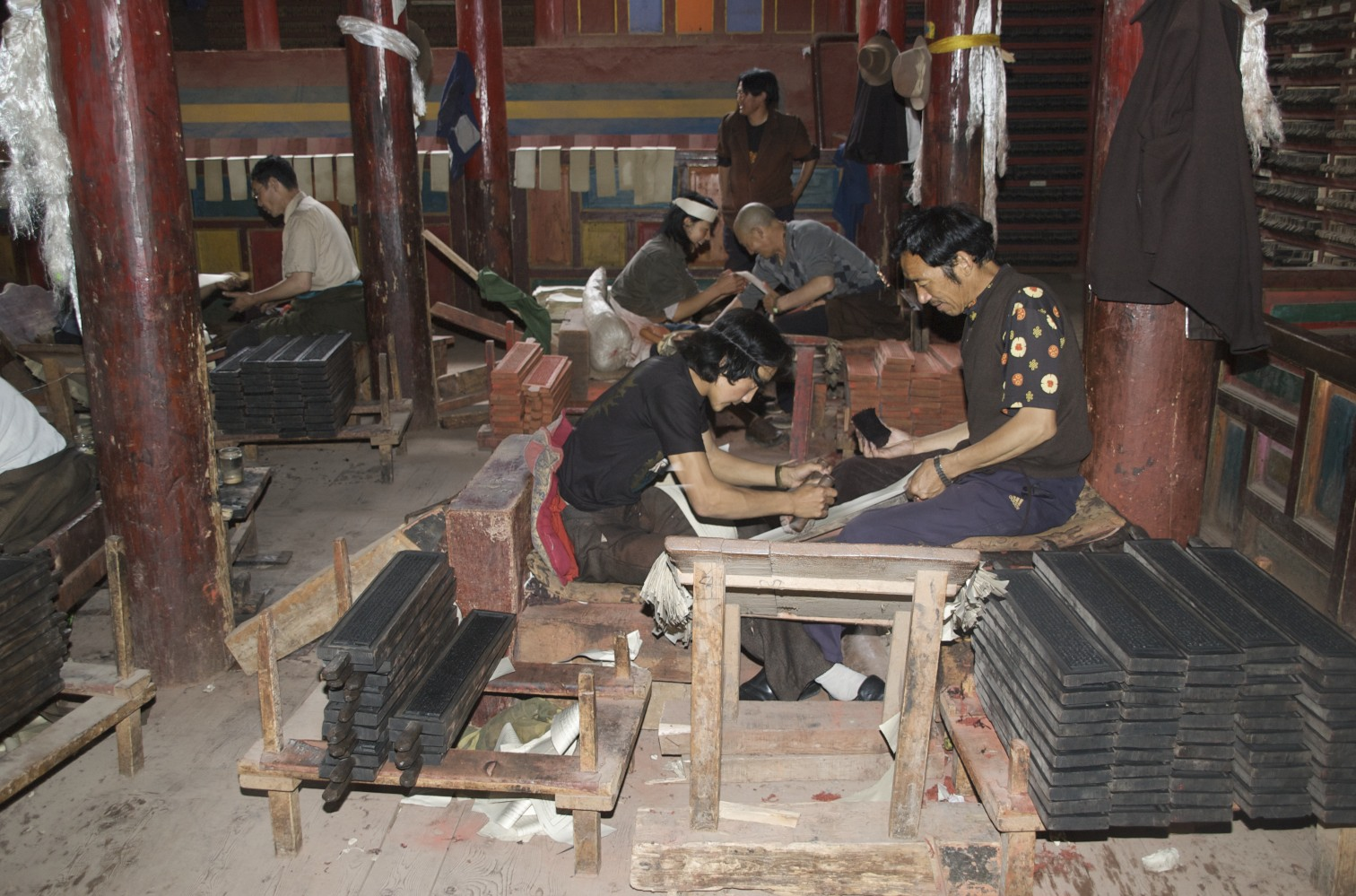
Derge staat vooral bekend om de eeuwenoude boekdrukkunst